# Cena Cypriani
La Cena Cypriani, ou Coena Cypriani (la Cène de Cyprien) est un texte en latin et en prose attribué à tort à Cyprien, évêque de Carthage (IIIe siècle). L'œuvre a pu être composée au IVe siècle ou au Ve siècle, par un auteur anonyme dont l'identité nous est inconnue, même si certains historiens ont avancé le nom de Cyprien le Gaulois (« Cyprianus Gallus »). La Cena (littéralement, en latin, « le repas du soir ») met en scène sur le mode comique un banquet auquel sont conviés les principaux personnages de la Bible et qui, à la suite de vols commis clandestinement au cours du festin, dégénère en une rixe entre tous les invités.

## Auteur et date de composition
Les spécialistes ne s'accordent pas sur la date de composition du texte. L'identification de l'auteur demeure également incertaine.

Selon Alfred Loisy, 

« la Caena doit avoir été écrite vers le commencement du Ve siècle, dans le sud de la Gaule ou dans l'Italie du Nord. Tout porte à croire que l'auteur est le poète gaulois Cyprien qui a mis l'Heptateuque [les sept premiers livres de l'Ancien Testament] en hexamètres à l'époque même où la composition de la Caena paraît devoir être rapportée. »

Plus récemment, plusieurs hypothèses ont été émises par les spécialistes : le texte daterait de la fin du IVe siècle, et aurait été composé  en Italie du Nord ; l'œuvre pourrait avoir été écrite à « n'importe quel moment entre le début du IIIe et la fin du Ve siècle » ; enfin, il se pourrait qu'A. Loisy ait eu raison, et que la Cena ait été composée au Ve siècle, en France.

## Contenu
Le roi Joël [Dieu] donne un banquet grandiose en l'honneur de son fils. S'y retrouvent les principaux personnages de l’Ancien et du Nouveau Testament, depuis Adam et Eve jusqu'à Jésus-Christ. Les sièges qu'ils occupent rappellent un épisode de leur vie. Ainsi, Adam prend place au centre, Ève s’assoit sur une feuille de vigne, Abel sur une cruche de lait, Caïn sur une charrue, Noé sur son arche, Absalon sur des rameaux, Judas sur une cassette d’argent, etc. Les mets ou breuvages proposés aux convives sont choisis en fonction du même principe : on sert à Jésus du vin aux raisins secs qui porte le nom de “passus“, cela parce qu'il a connu “la Passion“. Après le repas (première partie du banquet antique), Pilate passe les rince-doigts, Marthe fait le service ; David joue de la harpe, Hérodiade danse, Judas embrasse tout le monde ; Pierre, qui s’endort, est réveillé par un coq, etc.
« On mange on boit, on discute, on s'échauffe, on se bagarre. Dans le tumulte, des objets sont dérobés, on se traite mutuellement de voleur, et à la fin on désigne un bouc émissaire que l'on va mettre à mort pour expier les péchés. C'est Agar qui est choisie, la servante de Sarah, la concubine d'Abraham, et la mère d'Ismaël. Son sacrifice sauve la compagnie, et on lui fait des funérailles solennelles. ».

## Interprétations

### Une œuvre parodique
Telle est l'interprétation dominante aujourd'hui. 
Selon Mikhaïl Bakhtine, dans ce texte, « tous les personnages sacrés sont des voleurs ». « La fantaisie avec laquelle les personnages voisinent ; les associations insolites d'images sacrées sont frappantes ». « Toute l'Écriture sainte se met à tournoyer dans une ronde bouffonne ». Bakhtine renvoie également à la thèse de Paul Lehmann [dans Die Parodie im Mittelalter, 1963] selon laquelle la Cena Cypriani serait un prolongement parodique des homélies de Zénon, évêque de Vérone. Pour ennoblir sans doute les ripailles peu chrétiennes auxquelles on se livrait en son temps à l'occasion des fêtes de Pâques, Zénon avait constitué en effet un recueil de morceaux choisis des images du banquet dans la Bible ; ses homélies contenaient des éléments du « risus paschalis », plaisanteries libres autorisées pendant la période de Pâques. Bakhtine conclut que la Cène « avait la puissance d'affranchir des chaînes de la piété et de la peur divine ». « La Cena Cypriani est le modèle le plus ancien et le plus beau de la parodia sacra médiévale, ou pour mieux dire, de la parodie des textes et des rites sacrés ». 
Pour Georges Minois, « qu'une pareille histoire, qui même aujourd'hui, dans une société laïcisée, serait considérée comme un scandale blasphématoire, ait pu voir le jour dans les milieux ecclésiastiques des premiers siècles de l'Église, est très révélateur » de la présence affirmée, au Moyen-Âge, d'une culture du rire et de la dérision. G. Minois situe la Cena Cypriani dans un contexte littéraire et religieux où naissent par exemple les Joca monachorum, questions drôles, aux réponses extravagantes, portant sur la foi et la Bible, et qui « servent de jeu dans les monastères », les testaments parodiques (ceux du cochon ou de l'âne), les prières parodiques (la Messe des buveurs) etc.
La Cène de Cyprien est « la plus ancienne pièce latine où l'on parodie des choses saintes », écrit E. Ilvonen. « Il y a dans cette parodie une verve extraordinaire à étonner le lecteur moderne ». L'idée a été « suggérée par la parabole évangélique dans Mt 22, 1-14, où il est question d'un roi qui fit les noces de son fils. Comme dans la parabole, le roi dont il s'agit dans la parodie n'est autre que Dieu ». E. Ilvoven rapproche la Cena Cypriani des nombreuses parodies latines de prières, d'hymnes, de textes bibliques, dont seuls les clercs pouvaient être les auteurs.
Le Nom de la rose, roman d'Umberto Eco, comporte des références à la Cène de Cyprien dans le cadre d'une discussion entre deux personnages au sujet du rire.

### Un « aide-mémoire »
« La Caena est une sorte de résumé mnémotechnique de la Bible, sous la forme d'un récit fictif où les personnages bibliques interviennent avec les particularités qui les caractérisent », selon A. Loisy. 
« La Cena Cypriani serait une sorte de centón, mais avec une très claire visée mnémotechnique [...]. La tradition antique de l’Ars memoriae [ art de mémoire ], illustrée notamment dans le Ad Herennium, incluait une composante grotesque dont l'auteur anonyme a su tirer parti. »

## Réécritures et adaptations au Moyen-Âge
- L'abbé de Fulda, Raban Maur fait de la Cène de Cyprien une adaptation abrégée, intitulée la Cena Nuptialis ; il s'agit d'un texte en prose, qui date de 856.
- Jean Diacre de Rome met le texte en vers en 876 ; on le récite à un banquet de Charles le Chauve.
- Azelin, moine de Reims en donne une adaptation également en vers (en 1047-1054).

## Traductions modernes
L'œuvre a été traduite en allemand par Christine Modesto en 1992, et en italien par Albertina Fontana en 1999. 
Elle a été traduite en 2011 en français par Andrea Livini dans une thèse de doctorat intitulée Étude de la circulation de la Cena Cypriani durant le Moyen-Âge (avec édition de textes).

## Allusions littéraires
La Cène de Cyprien intervient dans Le Nom de la rose d'Umberto Eco à deux occasions : la réflexion sur le rire, comme il a été dit plus haut (section « Une œuvre parodique »), et le rêve ou la vision d'Adso.